# 金比羅前駅
金比羅前駅（こんぴらまええき）は、徳島県鳴門市撫養町木津にある、四国旅客鉄道（JR四国）鳴門線の駅である。駅番号はN08。

## 歴史
- 1916年（大正5年）7月1日：阿波電気軌道（後の阿波鉄道）の金比羅前停留場として開業[2]。
- 1933年（昭和8年）7月1日：阿波鉄道国有化[2]。同時に停車場となる[2]。
- 1951年（昭和26年）8月20日：手荷物取扱い開始、旅客取扱区間制限を前日をもって廃止[3]。
- 1956年（昭和31年）12月1日：荷物扱い廃止[2]。
- 1987年（昭和62年）4月1日：国鉄分割民営化により、JR四国の駅となる[2]。

## 駅構造

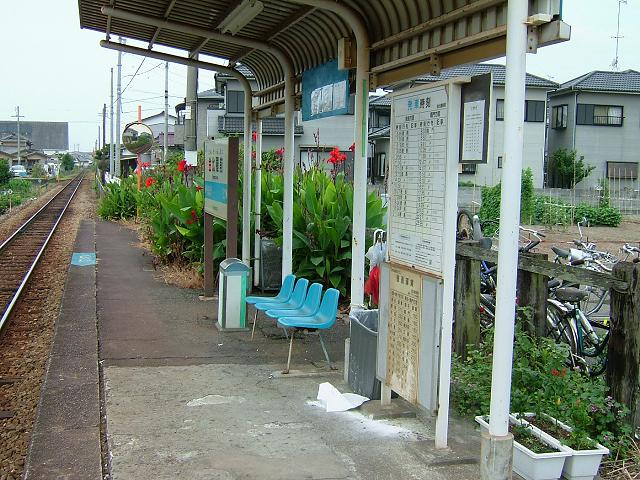
ホーム（2005年8月）

単式ホーム1面1線の地上駅。無人駅である。

## 駅周辺
- 金刀比羅神社
- 長谷寺 - 新四国曼荼羅霊場と阿波北嶺薬師霊場に属する。
- 鳴門木津郵便局
- 国道11号（吉野川バイパス）
- 旧撫養街道
- 徳島バス「金刀比羅前」停留所 - 駅裏側の道路沿い。
- 新池川

## 隣の駅
四国旅客鉄道（JR四国）
■鳴門線
■普通（平日下り1本は当駅通過）
教会前駅 (N07) - 金比羅前駅 (N08) - 撫養駅 (N09)